# Snabba pengar
Inte att förväxla med den svenska filmen Snabba Cash
Snabba pengar (engelska: Quick Change) är en amerikansk långfilm från 1990 i regi av Howard Franklin och Bill Murray. Murray har även producerat och spelar huvudrollen, med Randy Quaid, Jason Robards och Geena Davis i andra roller.

## Handling
Utklädd till clown rånar Grimm (Bill Murray) en bank på Manhattan. Efter en intrikat plan med gisslantagande lyckas han fly med sina kumpaner, flickvännen Phyllis (Geena Davis) och bästa vännen Loomis (Randy Quaid). Men där rånet gick utan problem så är deras flykt klart mer problematiskt. Det känns nästan som om hela New York konspirerar mot dom, och de har polisen hack i häl.

## Rollista
| Bill Murray    | – Grimm                    |
| Geena Davis    | – Phyllis Potter           |
| Randy Quaid    | – Loomis                   |
| Jason Robards  | – polischef Walt Rotzinger |
| Tony Shalhoub  | – taxichaufför             |
| Philip Bosco   | – busschaufför             |
| Phil Hartman   | – Edison                   |
| Jamey Sheridan | – rånare                   |
| Stanley Tucci  | – Johnny                   |
| Kurtwood Smith | – Lombino                  |